# La Séauve-sur-Semène

La Séauve-sur-Semène este o comună în departamentul Haute-Loire, Franța. În 2009 avea o populație de 1,363 de locuitori.